# 요시 이쿠조
요시 이쿠조(일본어: 吉幾三, 1952년 11월 11일 ~ )는 일본의 엔카・코믹 송 가수이자 작곡가 겸 작사가이다. 본명은 가마다 요시히토(일본어: 鎌田 善人)이며, 아오모리현 고쇼가와라 시에서 태어났다. IKZO라는 애칭으로 불리기도 한다.
1972년 야마오카 에이지라는 애칭으로 《연인은 너 혼자(恋人は君ひとり)》라는 곡을 통해 데뷔하였으며, 1977년 11월 25일 현재의 애칭인 '요시 이쿠조'으로 바꿔 자작곡 《나는 절대! 프레슬리(俺はぜったい!プレスリー)》를 발매하여, 이 곡이 대 히트가 되었다. 이후 1984년 3월 25일에 엔카가수인 센 마사오에게 제공한 《쓰가루 평야(津軽平野)》를 발매하였고, 같은 해 11월 25일에 센 마사오의 프로듀스를 통해 《나 도쿄에 갈거다(俺ら東京さ行ぐだ)》를 발매하여 다시 이 곡이 대 히트가 되었다.
이후 2008년 니코니코 동화에서 대 히트곡 '나 도쿄에 갈거다'가 각종 패러디 영상에 응용되면서, 이른바 'IKZO 붐'이 일어났다. 이에 대해 본인은 옛 곡이 다시 근래에 들어 주목을 받는 것은 분명 좋은 현상이라며 호의적인 반응을 보였는데, 이는 이후 《NDA!》나 맥시 싱글《IKZO CHANNEL 441.93》의 발매의 계기가 되었다.
한강등의 히트곡 때문에 재일교포로 오해받는 경우가 있으나 일본인이다.오히려 애국자라고 볼 수 있다.
시모네타(야한 농담)을 즐기며 한강이란 곡도 일본의 스낙크 미세에서 알게 된 한국 여자들을 꼬시다보니 떠올라 작곡하였다고 밝혔다. 그후 많은 일본 중견 남자 후배들을 대리고 한국에 여행와서 카라오케같은 곳에 가거나 한다고 밝혔다.
여성을 물건 취급하는 것이냐는 츳코미를 받을 때도 있으나 일본 티비상 시모네타(야한농담)은 잘 신경 안쓴다.